# Phanerochila
Phanerochila is een monotypisch geslacht van kevers uit de familie van de klopkevers (Anobiidae).

## Soort
- Phanerochila boliviensis Fleutiaux, 1896